# 登坂淳一
登坂 淳一（とさか じゅんいち、1971年6月10日 - ）は、日本のフリーアナウンサー、タレント、俳優、YouTuber、TikToker。ホリプロ所属。元NHKアナウンサー。東京都在住。

## 略歴
東京都板橋区出身。板橋区立大谷口小学校（3年次転入学）、板橋区立上板橋第二中学校、保善高等学校、法政大学経済学部卒業。
父の仕事の関係で、青森県や宮城県仙台市に転居経験があり、小学校3年生までほとんどを東京都で過ごした。青森県に半年間、住んでいた。中学・高校時代は陸上部に所属し、短距離走（100m）の選手だった。

### NHK時代
1997年4月NHK入局。和歌山放送局、大阪放送局、NHK放送センター・アナウンス室と異動。アナウンス室時代に定時ニュース等を担当し、ネット上で「麿」の通称で知られるようになった。
2010年3月に札幌放送局へ異動。同時期に東京への異動が決まった森田美由紀に替わるビッグネームをとの要請だった。森田がメインキャスターを務めた夕方のローカルニュース番組「まるごとニュース北海道」の後番組「ネットワークニュース北海道」のキャスターを担当。道内向けのローカルニュースを伝え、北海道各地へ取材やリポートをしたり生中継リポーターが出題するクイズに挑戦し、東京では見られなかった個性的なキャラクターも垣間見られた。
2014年4月に大阪放送局へ異動し「かんさい熱視線」のレギュラーを中心に報道・情報番組を担当。2014年8月の広島市の土砂災害では、広島放送局に応援で派遣され災害情報を中心にローカルニュースを担当。
2014年12月16日の『わが心の大阪メロディー』では、連続テレビ小説『マッサン』の収録スタジオでリポート（事前収録）、およびくいだおれ太郎（声・桂吉弥）と共に生中継を担当した。
2015年1月10日に行われた『連続テレビ小説マッサン　ファンミーティング』では、進行役を務めた。この模様は関西ローカルで1月31日に先行放送、2月8日に全国放送で総合テレビにて放送された。
2017年4月に鹿児島放送局に異動。同局では放送全般とデスクを担当していた。
2018年1月11日付でNHKを退局した。

### フリーアナウンサー
退局後の同月16日付でホリプロに所属し、同時に同月15日にフジテレビにて、4月2日から放送される『プライムニュース イブニング』のキャスターを担当予定と発表されフリーアナウンサーに転身する予定だったが、その直後に発売された『週刊文春』2月1日号で登坂がNHK札幌放送局在職時のスキャンダルが報じられ出演辞退を申し出た。
退職後の2018年度は、主に『ワイドナショー』や『月曜から夜ふかし』などに出演。
2019年4月1日から9月30日までは退職後に初のレギュラー番組である『TOKYO LOVE SPORTS』でキャスターを務めた。
2019年4月7日から2022年3月27日まで「BSフジNEWS」の日曜昼放送分のキャスターを務めた。間合いで日本テレビ、フジテレビ、テレビ朝日、TBS、テレビ東京のバラエティー番組に単発で出演する機会も増えた。
2019年12月より、YouTubeチャンネル『登坂淳一の活字三昧』を開設した。
2022年11月27日よりCS放送・チャンネルNECOにて放送のオリジナルテレビドラマ『スパイめし　〜異国グルメ潜入記〜』で初主演を務める。共演は和田正人。
現在は、フリーアナウンサーとして活動する傍らYouTube、Twitter、TikTokなどSNSを積極的に利用し投稿している。

## 嗜好・挿話
- 両利き
- 離婚歴あり。2019年3月9日に一般人女性と再婚[22]。2021年4月8日、妻の第1子妊娠とブログ開設を発表[23][24]。4月27日、第1子となる女児が誕生[25]。2022年5月23日、第2子となる女児が誕生[26]。
- 2006年12月、1998年から使用していた白髪染めを中止[9]。理由は美容師から髪の傷みを指摘されたことと、「自然体でいこう」と決めたため[27]。以降、短期間で急に白髪が増えたように見えた（実際には染髪を止めたので元の髪が伸びた）ことから「病気なのではないか」と心配する声まで上がる[9]など視聴者に驚きをもって受け止められ、インターネット上で話題になり、日本国外のメディアでも取り上げられた[28]。本人は白髪について、和歌山局在籍中の1998年7月（27歳時）に起こった和歌山毒物カレー事件の取材を担当し、非常に多忙でストレスも感じていたところ、自分でも驚くほど増えていったと述べている[27]。
- 愛称は「麿」（まろ）で、NHK広報局は2011年3月16日、震災による協会内非常報道体制で登坂が全国ニュースに出演したことを受けてTwitter公式アカウントで「まろ…」とツイートした[9][29]。他にも、2014年に大阪放送局への異動が決まってからは、大阪放送局Twitterが「麿」の表現を度々使用している[30]。
- 札幌への異動時、同局は「NHK北海道が変わります」をキャッチフレーズに、笑顔の登坂の大写しに「新NHK」のコピーを冠したポスターを制作し、札幌市営地下鉄大通駅構内に多数掲示するなどのプロモーションを行った[9]。札幌局のホームページは、ポスターと同じ登坂の笑顔がアップで現れ、他の様々な表情が次々と移り変わる特別仕様となり、いちアナウンサーを前面に押し出すというNHKらしからぬ演出や、それまでニュースリーダーとしてほとんど見せることのなかった登坂のやわらかい表情の意外性が話題を呼んだ[31]。札幌局舎の外壁には、3つの表情を並べた大きな垂幕も掲げられた。
  - 2010年10月に、ネットワークニュース北海道で北見のカーリング競技をリポート。本橋麻里選手らに手ほどきを受けるとその面白さにはまったといい、その後の「アナブロ」で、練習風景や、初心者ながら他アナウンサーらとチームを組んで大会に出場した様子などが数回にわたって放送されている。この番組内特集がきっかけで、カーリングが趣味となった[9]。
- 2011年3月11日に発生した東日本大震災を受けて、協会内で非常報道体制が発令。登坂は応援要員として駆り出され[9]、2011年3月16日午前11時、東京のスタジオから全国に向けてテレビニュースを伝え始めた。それから4月2日までの期間、ローテーションに組み込まれ、主に11時台、14時台、17時台で42回にわたって全国ニュースを担当した。ネット上で歓迎の声が上がったことを受けて、ネット媒体では記事が書かれた[32][33]。
- 2012年度には、NHK札幌放送局が北海道大学（春期）及び北海学園大学（秋期）の協力を得て制作したミニドラマ「スマイルデイズ」[34]に演者として出演。様々な扮装をし、各話ごとに違う役柄に挑んだ[35]。2012年度のNHK北海道キャンペーンサイトでも、カーリングの魅力を述べている[36]。
- 2021年5月場所6日目（5月14日）、ABEMAで大相撲実況に初挑戦した。「親方に色々と教えていただきながら、相撲の面白さを見つけていきたい」と相撲の知識は無いことを正直に打ち明け、力士の特徴・取組内容のポイント(相撲の技術や勝敗の分かれ目などについて)・解説者の思いなどを丁寧に聞き取っていくかたちの進行、そして落ち着いたアナウンスであった。取組の実況そのものは出来ていないが、おおむね好評を得ている[37][38]。9日目(17日)に再登場、登坂の成長を楽しみにするコメントをする視聴者もあった[39]。
- 同年7月場所4日目（7月7日）、発音しにくい四股名として有名な若隆景（わかたかかげ）について「私は全く噛まないので、全然大丈夫です。若隆景は何度言っても大丈夫」とプロの自信をのぞかせた[40]。

## 現在の出演番組

### 報道・情報番組
- プライムオンラインTODAY（2024年4月 - 、BSフジ） - キャスター。金曜日担当

### バラエティ番組
- キョコロヒー（2022年3月10日、2024年7月8日・10月14日、2025年1月27日、テレビ朝日） ※不定期出演

### ウェブテレビ
- ABEMA大相撲LIVE（2021年5月場所 - 、ABEMA）

### CM・広告
- パズル&ドラゴンズ（2021年8月 - ） - 二宮和也と共演[41]
- LIVERTINE AGE「登坂淳一×スパイめし×LIVERTINE AGEコラボアイテム」（2023年11月 - ） - ビジュアルモデル

## 過去の出演番組

### NHK時代

#### 和歌山放送局時代
- 民謡をたずねて
- ひるどき日本列島

#### 大阪放送局時代（1度目）
- 関西845
- ハローニッポン

#### 東京アナウンス室時代（2003年度 - 2009年度）
2005年4月から2010年3月まで、正午のNHKニュースと、午前11時・午後1時・午後6時の定時ニュースを担当。緊急報道・皇室関連などの特設ニュースや選挙、政治関連特番のキャスターも務めた。
- BSプライムタイム 「世界のリポート」（2003年4月 - 2004年3月）
- NHKニュースおはよう日本 4時台（4:30 - ）
  - 2004年4月 - 2005年3月：平日隔週
- 首都圏ニュース（18:45 - ）
  - 2005年4月 - 2006年3月 土日
- NHKニュース （11時、正午、13時、18時の定時ニュース）
  - 2005年4月 - 2006年3月 土日
  - 2006年4月 - 2010年3月 月 - 金

#### 札幌放送局時代（2010年度 - 2013年度）
- ネットワークニュース北海道（平日 18:10 - 18:59、メインキャスター）
- つながる@きたカフェ（平日 11:30 - 11:54、道内ニュース担当、基本的に週替わりのシフトで出演）
- ネットワークニュース845→北海道845（平日 20:45 - 21:00、基本的に週替わりのシフトで出演）
- 統一地方選2011 開票速報（2011年4月10日・24日、北海道ローカルパートのキャスターを担当）
- 北スペシャル「北海道から届けよう!歌の力コンサート」（2011年10月7日、当時『ネットワークニュース北海道』で共演していた寺門亜衣子と共に司会を務めた）
- お元気ですか日本列島（2012年10月10日） 
  - 『ネットワークニュース北海道』で放送された北海道のブランド米「ゆめぴりか」の栽培農家に登坂が密着取材した企画を再構成して全国放送し、登坂も札幌局のスタジオから生中継出演した。
- 衆院選2012 開票速報（2012年12月16日 - 17日未明・北海道ローカルパートのキャスターを担当[注 2]）

#### 大阪放送局時代（2度目）（2014年度 - 2016年度）
- かんさい熱視線（2014年4月 - 2017年3月17日）
- 衆院選2014 開票速報（2014年12月14日 - 15日未明・近畿ローカルパートのキャスターを担当[注 3]）
- わが心の大阪メロディー（2014年12月16日、中継担当）

#### 鹿児島放送局時代（2017年度 - 2018年1月）
デスク業務担当が主だったため、すべてシフト勤務出演
- NHKニュースおはよう鹿児島
- NHKニュースかごしま
- ニュース845かごしま
- 情報WAVEかごしま（柴崎行雄の不在時キャスター等）
- 緊急報道（鹿児島局発）

### NHK退職後

#### 報道・情報番組
- ワイドナショー（2018年4月15日 - 2019年3月17日、フジテレビ） - 不定期コメンテーター
- TOKYO LOVE SPORTS（2019年4月1日 - 9月30日 、TOKYO MX） - キャスター
- BSフジNEWS（2019年4月7日 - 2022年3月27日、BSフジ、日曜昼放送分）
- 週刊プライムオンラインS（2022年4月9日 - 2024年3月、BSフジ） ‐ MC[42]

#### バラエティ番組
- 月曜から夜ふかし（2018年10月29日 - 、日本テレビ） - 「ニュースzero未満」コーナー。不定期出演
- ザ・ノンフィクション 第907回「万引きランナーと呼ばれて」（2019年4月7日、フジテレビ） - 語り
- 猿に会う（2020年4月17日、dtv、KRB NEWS） - キャスター 役
- マッドマックスTV（2020年10月28日 - 2021年3月23日、テレビ朝日、ABEMA）
- クイズ!脳ベルSHOW（2022年4月6日・7日、BSフジ）‐ 解答者
- THE名門校 日本全国すごい学校名鑑（2020年4月19日 - 2021年9月27日、BSテレ東）

#### テレビドラマ
- 俺のスカート、どこ行った? 第9話（2019年6月15日、日本テレビ） ‐ 情報番組「アサップ」コメンテーター 役
- 必殺仕事人2020（2020年6月28日、朝日放送テレビ・テレビ朝日系） - 登坂（のぼりざか）佐兵衛 役[43]
- おカネの切れ目が恋のはじまり 第1話・第3話・最終話（2020年9月15日・9月29日・10月6日、TBS） - 情報番組『NICOASA』MC 役
- ラジエーションハウスII〜放射線科の診断レポート〜 第5話[44]（2021年11月1日、フジテレビ） - 消化器外科医：品川道夫 役
- 連続ドラマW 正体 第1話（2022年3月12日、WOWOW） - アナウンサー 役
- スパイめし〜異国グルメ潜入記〜（2022年11月27日 - 2023年12月9日〈全6話〉、チャンネルNECO） - 木島誠司 役 ※初主演[45]
- 婚活1000本ノック 第7話（2024年2月28日、フジテレビ） - ケンタ / 石井 役
- ウイングマン 第8話 - 第10話（2024年12月11日 - 25日、テレビ東京） - アナウンサー 役[46]

#### 映画
- 総理の夫（2021年9月23日、東映・日活） - キャスター 役
- 劇場版 おいしい給食 卒業（2022年5月13日、AMGエンタテインメント） - 四方田岳 役[47]
- 犬、回転して、逃げる（2023年3月17日公開、アイエス・フィールド） - キャスター 役[48]

### ラジオ
- ビートルズは終わらない〜The Beatles 4 Ever〜（2020年3月30日 - 2023年3月31日、JFNC） - パーソナリティ